# Uvala Malin; uvala Duboka
Uvala Malin; uvala Duboka este o arie protejată (sit de importanță comunitară — SCI) din Croația întinsă pe o suprafață de 154,02 ha, integral marine.

## Localizare
Centrul sitului Uvala Malin; uvala Duboka este situat la coordonatele 44°54′17″N 14°54′18″E / 44.90462°N 14.904876°E.

## Înființare
Situl Uvala Malin; uvala Duboka a fost declarat sit de importanță comunitară în iulie 2013 pentru a proteja un număr necunoscut de specii din flora spontană și fauna sălbatică aflate în arealul zonei.

## Biodiversitate
Situată în ecoregiunea marină mediteraneană, aria protejată conține 3 habitate naturale: Golfuri mici largi și golfuri puțin adânci, Recifuri, Lagune de coastă.
La baza desemnării sitului se află un număr nedeclarat de specii protejate.